# Barytarbes lalashanensis
Barytarbes lalashanensis är en stekelart som först beskrevs av Kanetosi Kusigemati 1990. 
Barytarbes lalashanensis ingår i släktet Barytarbes och familjen brokparasitsteklar. Inga underarter finns listade.